# Henri-Joseph Koumba Bididi
 (mai 2024).
 (mai 2024).
La mise en forme du texte ne suit pas les recommandations de Wikipédia : il faut le « wikifier ».
Les points d'amélioration suivants sont les cas les plus fréquents. Le détail des points à revoir est peut-être précisé sur la page de discussion.
- Les titres sont pré-formatés par le logiciel. Ils ne sont ni en capitales, ni en gras.
- Le texte ne doit pas être écrit en capitales (les noms de famille non plus), ni en gras, ni en italique, ni en « petit »…
- Le gras n'est utilisé que pour surligner le titre de l'article dans l'introduction, une seule fois.
- L'italique est rarement utilisé : mots en langue étrangère, titres d'œuvres, noms de bateaux, etc.
- Les citations ne sont pas en italique mais en corps de texte normal. Elles sont entourées par des guillemets français : « et ».
- Les listes à puces sont à éviter, des paragraphes rédigés étant largement préférés. Les tableaux sont à réserver à la présentation de données structurées (résultats, etc.).
- Les appels de note de bas de page (petits chiffres en exposant, introduits par l'outil «  Source ») sont à placer entre la fin de phrase et le point final[comme ça].
- Les liens internes (vers d'autres articles de Wikipédia) sont à choisir avec parcimonie. Créez des liens vers des articles approfondissant le sujet. Les termes génériques sans rapport avec le sujet sont à éviter, ainsi que les répétitions de liens vers un même terme.
- Les liens externes sont à placer uniquement dans une section « Liens externes », à la fin de l'article. Ces liens sont à choisir avec parcimonie suivant les règles définies. Si un lien sert de source à l'article, son insertion dans le texte est à faire par les notes de bas de page.
- La présentation des références doit suivre les conventions bibliographiques. Il est recommandé d'utiliser les modèles {{Ouvrage}}, {{Chapitre}}, {{Article}}, {{Lien web}} et/ou {{Bibliographie}}. Le mode d'édition visuel peut mettre en forme automatiquement les références.
- Insérer une infobox (cadre d'informations à droite) n'est pas obligatoire pour parachever la mise en page.

Pour une aide détaillée, merci de consulter Aide:Wikification.
Si vous pensez que ces points ont été résolus, vous pouvez retirer ce bandeau et améliorer la mise en forme d'un autre article.
Henri-Joseph Koumba Bididi (en arabe : هنري جوزيف كومبا بيديدي), né le 15 juillet 1957, est un cinéaste, scénariste et directeur de production télévisuelle gabonais, réalisant principalement des films documentaires. Il a réalisé plusieurs documentaires , dont Le Collier du Roi et Le Singe Fou. Outre la réalisation, il a également produit, écrit et réalisé plusieurs documents pour la télévision,.

## Biographie

### Enfance et études
Il est né le 15 juillet 1957 à Omboué, au Gabon. C'est en France qu'il obtient son diplôme en éducation cinématographique de l'École supérieure d'études cinématographiques (ESEC) en France.

### Carrière
En 1983,  Bididi a supervisé le casting du film Équateur, dirigé par Serge Gainsbourg. Trois ans plus tard, en 1986, il réalise le court métrage Le singe fou. Pour cette œuvre, il sera honoré du prix de la critique des journalistes arabes au Festival du Film de Carthage, ainsi que du prix du Grand Court Métrage lors du 10ᵉ Festival Panafricain du Film et de la Télévision de Ouagadougou (FESPACO) en 1987 .
De 1988 à 1991, Bididi a occupé le poste de directeur de l'unité régionale de radiodiffusion et de télévision du « Haut-Ogoué ». Il est promu directeur général adjoint de la Radio Télévision Gabonaise (RTG) en 1991 et conservera ce poste jusqu'en 1994. Cette année là il dirige également deux épisodes de la série télévisée L'auberge du Salut. En 2000, il poursuit sa carrière comme réalisateur pour le petit écran et producteur pour son premier long métrage, Les Couilles de l'éléphant, qui sera présenté lors du 17ᵉ Festival panafricain du film à Ouagadougou, au Burkina Faso.
De 2003 à 2008, il a exercé en tant que producteur associé pour la série télévisée Affaires Voisins, puis réalisera 6 épisodes de la série Les Années Écoles en assumant les rôles de producteur exécutif et co-scénariste. En 2011, il a dirigé son deuxième long métrage, Le collier du Makoko. Il a été co-scénariste et producteur exécutif de la série télévisée Claudia et Dora.
La même année, il a dirigé Le collier du Makoko, un long métrage qui est devenu le film le plus coûteux d'Afrique subsaharienne, avec un budget de production de 4 millions d'euros. Ce projet colossal a nécessité quatre années de préparation, incluant un tournage de trois mois. Le film a été salué par la critique dans divers festivals internationaux, remportant le prix spécial du jury et le prix d'interprétation masculine au festival de Khouribga  2012 au Maroc. Il a aussi décroché le prix d'Interprétation au Festival Écrans Noirs  2012 au Cameroun, ainsi que les Prix de la meilleure bande originale et de la meilleure affiche au FESPACO 2013. En 2013, il a encore conquis les cœurs en remportant le Prix du Public au Festival du Film Masuku 2013 au Gabon.

## Filmographie
| Année | Film                                                   | Rôle                                    | Genre          | Réf.   |
| ----- | ------------------------------------------------------ | --------------------------------------- | -------------- | ------ |
| 1983  | Équateur (Ecuador)                                     | Casting in–charge                       | film           | [ 5 ]  |
| 1986  | Singe fou (Crazy monkey)                               | Casting in–charge                       | short film     | [ 6 ]  |
| 1995  | L'Auberge du Salut (The Auberge du Salut)              | Director                                | TV series      | [ 7 ]  |
| 2001  | Les Couilles de l'éléphant (The Balls of the Elephant) | Director, writer                        | feature film   | [ 8 ]  |
| 2002  | Djogo                                                  | Director, writer                        | film           | [ 9 ]  |
| 2003  | Affaires Voisins (Neighboring Affairs)                 | Associate producer                      | TV series      |        |
| 2007  | Jour de la grand nuit (Day of the big night)           | Director                                | film           | [ 10 ] |
| 2008  | Le divorce (The divorce)                               | co-producer                             | short film     |        |
| 2009  | Le Lion de Poubara (The Lion of Poubara)               | co-producer                             | short film     | [ 11 ] |
| 2003  | Les Annèes Écoles (The School Years)                   | Director, executive producer, co-writer | TV series      | [ 12 ] |
| 2009  | Claudia et dora (Claudia and Dora)                     | Executive producer, co-writer           | film           |        |
| 2011  | Le collier du Makoko (The Makoko Necklace)             | Director, writer, dialogue              | feature film   | [ 13 ] |
| 2019  | Sens Dessus Dessous (Direction Above Below)            | executive producer                      | TV mini-series |        |